# Не відступати і не здаватися 2: Скажений грім
Не відступати і не здаватися 2: Скажений грім (англ. No Retreat, No Surrender 2: Raging Thunder) — пригодницький бойовик, продовження фільму Не відступати і не здаватися.

## Сюжет
Дія фільму розгортається в Південно-Східній Азії. Наречену американця Скотта, який приїхав до Таїланду, викрадають і відвозять у російський військовий табір у глибині Камбоджі, яким керує жорстокий командир. Скотт і його двоє друзів, Мак і Террі, повинні врятувати її. Всі троє — професійні кікбоксери.

## У ролях
| Актор                     | Роль                       |
| ------------------------- | -------------------------- |
| Лорен Аведон              | Скотт Вайлд                |
| Макс Теєр                 | Мак Джарвіс                |
| Синтія Ротрок             | Террі                      |
| Патра Вантхіванонд        | Сулін Нгуен                |
| Маттіас Г'юз              | Юрій                       |
| Нірут Сірічанья           | полковник Тол Нол          |
| Янг Лі Хванг              | Ті                         |
| Перм Хонсакул             | містер Нгуен               |
| Чесда Смітхсутх           | капітан поліції            |
| Грісапонг Ханвіріякітічай | сутенер                    |
| Рой Хоран                 | американський консул       |
| Bunchai Im-arunrak        | головний монах             |
| Opisok Praechaya          | менеджер тренажерного залу |
| Sanchai Martves           | менеджер ресторану         |
| Suang Sosretananant       | Армрестлер                 |
| Amuay Cespumkong          | тайський боксер            |
| Vinay Leapmorn            | тайський боксер            |
| Vichoi Vatchoiaracarn     | тайський генерал           |
| Janopon                   | тайський генерал           |
| Shiusuk Tonpi             | тайський поліцейській      |
| Surtap Wongkumhan         | тайський поліцейській      |
| De Jumpbi                 | служниця                   |
| Samrit Sripitukkulvirai   | викрадач                   |

| Актор           | Роль                        |
| --------------- | --------------------------- |
| Ах Данг         | викрадач                    |
| Халлівуд Лам    | викрадач / китайський боєць |
| Кінг Чу Лі      | викрадач                    |
| Shupom Pukpie   | в'єтнамський боєць          |
| Sunom Shaiton   | в'єтнамський боєць          |
| Shukung Tontan  | в'єтнамський боєць          |
| Чунг Мак        | в'єтнамський боєць          |
| Квок Кеунг Чан  | в'єтнамський боєць          |
| Девід Теттер    | росіянин                    |
| Лінден Блу      | росіянин                    |
| Род Нейшн       | росіянин                    |
| John Knipfing   | росіянин                    |
| Кліфф Армстронг | росіянин                    |
| Превін          | росіянин                    |
| Джон Вілкінсон  | росіянин                    |
| Аллен Карпентер | росіянин                    |
| Кельд           | росіянин                    |
| Майкл Панд      | росіянин                    |
| Томмі Кіоуен    | росіянин                    |
| Джордж Гарвін   | росіянин                    |
| Гарі Джексон    | росіянин                    |
| Charlie Postma  | росіянин                    |
| Keanight Tie    | водій                       |
| Хан-Шен Ву      | викрадач                    |